# Artikulation (Linguistik)
Mit Artikulation (lateinisch articulare ‚deutlich aussprechen‘) bezeichnet man im linguistischen bzw. phonetischen Sinne die Realisierung der Phoneme und Wörter menschlicher Sprachen durch die Artikulationsorgane, also die neuro-muskulären Vorgänge beim Sprechen (bei den Lautsprachen) bzw. beim Gebärden (mit Händen, bei den Gebärdensprachen). Im Rahmen der Spracherzeugung bei Lautsprachen ist die Artikulation im engeren Sinn definiert als die Sprechbewegungen der Artikulationsorgane, in Abgrenzung von Atmung und Stimmgebung (Phonation).

## Einordnung
Die Artikulation ist letztlich die Grundlage für die Unterscheidung der verschiedenen Sprachlaute (auch noch in ihrer abstrakten Beschreibung als Phoneme); die Artikulation bildet daher einen wichtigen Begriff der linguistischen Phonetik. Die Artikulationsvorgänge beruhen auf weitergehenden anatomisch-physiologischen Voraussetzungen, die in der Linguistik nur am Rande berücksichtigt werden müssen.
Grundvoraussetzung für das Sprechen ist das Zusammenwirken der Artikulationsorgane mit der Atmung, die beim Ausatmen (Exspiration) den zum Sprechen benötigten Luftstrom liefert, und die Stimmerzeugung (Phonation). 
Nur selten kommen in menschlichen Sprachen auch Sprachlaute vor, die, unabhängig von der Atmung, allein durch Druckerzeugung im Mundraum gebildet werden (sogenannte nicht-pulmonale Konsonanten, etwa die Klicklaute der Khoisansprachen). Insgesamt werden bei weitem nicht alle Laute, die mit den Sprachorganen bzw. Resonanzräumen prinzipiell erzeugt werden können, in einer gegebenen Lautsprache systematisch benutzt und sind somit linguistisch relevant.
Grundvoraussetzung für die „manuelle Artikulation in Gebärdensprachen“ ist die Fähigkeit der Arme, Bewegungen auszuführen und Körperteile zu berühren, und der Hände, mit den Fingern Handkonfigurationen zu bilden. Man spricht in der Linguistik der Gebärdensprache von den vier Parametern in der Formation von Gebärden: Handkonfiguration, Handstellung, Bewegung und Bewegungsort. Nur eine Untermenge der möglichen Bewegungen der Arme und Handformen ist linguistisch relevant in einer gegebenen Gebärdensprache. Auch wird nur eine beschränkte Anzahl der Körperteile von der gebärdenden Hand bzw. Händen berührt.
Die folgenden Abschnitte stellen die lautsprachliche Seite der Artikulation näher dar. Einige Einzelheiten zur Artikulation in Gebärdensprache finden sich unter Deutsche Gebärdensprache#Phonologie.

## Phonation und Artikulation

### Entstehung des Phonationsstroms
Durch Volumenvergrößerung des Brustkorbs mittels der Brustmuskulatur, der Rippen und des Zwerchfells kann die Lunge gegen ihre elastische Kraft ausgedehnt werden, und es entsteht ein Unterdruck, so dass die Atemluft über die Atemwege in die Lunge strömen kann. Durch das Senken der Rippen und Heben des Zwerchfells zieht sich die Lunge nach der elastischen Dehnung spontan wieder zusammen. Der dabei entstehende Überdruck wird als Exspirationsluftstrom wieder aus der Lunge über die Bronchien in die Luftröhre gepresst (Ventilation). Die Luftröhre ist elastisch und endet oben mit dem Kehlkopf. Erst dort, im Kehlkopf, entscheidet sich, ob der Exspirationsstrom zum Phonationsstrom wird oder nicht.

### Phonation im Artikulationsprozess

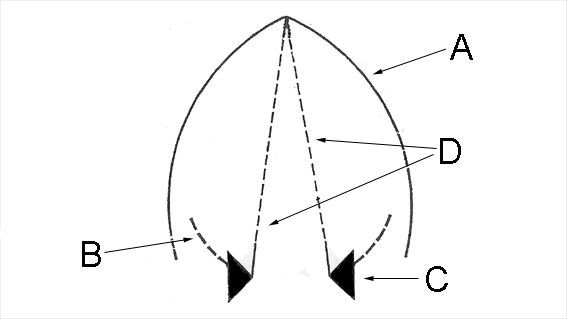
Schematische Darstellung der Stellknorpel in Atmungsstellung; A: Schildknorpel, B: Ringknorpel, C: Stellknorpel, D: Stimmlippen

Während die Luft aus den Lungen ausströmt, passiert sie den Kehlkopf und die Stimmlippen. In entspanntem Zustand befinden sich die Stimmlippen in Atmungsstellung, d. h., die Glottis ist weit geöffnet, so dass die Atemluft ungehindert entströmen kann.
Um die Phonation, d. h. die Stimmerzeugung, zu initiieren, werden die Stimmlippen in die Phonationsstellung (Stimmstellung), gebracht, das heißt, sie liegen locker aneinander an und verschließen so die Glottis. Durch den Luftstrom werden die Stimmlippen in Schwingung versetzt, d. h., sie öffnen und schließen sich, sodass die Luft mit jeder Öffnung und Schließung stoßweise in den Artikulationsraum entlassen wird. Es entstehen komplexe Klänge, die sich aus periodischen Teiltönen zusammensetzen. Die Grundfrequenz (möglich sind ca. 70–1000 Hz) hängt dabei von Länge und Spannung (selektive Muskelkontraktionen) der Stimmlippen ab, die durch Stellung der Stellknorpel bzw. die Kippbewegung zwischen Ring- und Schildknorpel reguliert werden.
|  |

Sobald in den Stimmlippen ein Primärklang erzeugt wurde, strömt dieser in das (aus Rachen-, Nasen- und Mundhöhle bestehende) Ansatzrohr. Das Ansatzrohr ist vergleichbar mit einem musikalischen Instrument, bei dem die einmal erzeugte Schwingung in einen Ton modifiziert wird. Das menschliche Ansatzrohr ist also schwingungsfähig und wirkt damit als sogenannter Resonanzraum. Die im Kehlkopf erzeugten Geräusche und Klänge werden im Ansatzrohr zu Sprechlauten moduliert (Artikulation).

### Unterscheidung der Sprechlaute
Grundsätzlich muss man bei den Sprechlauten zwischen Klanglauten und Geräuschelauten unterscheiden. Bei der isolierten Artikulation eines „scharfen“ s wie in Maus beispielsweise, handelt es sich um ein Geräusch. Es entsteht, wenn sich die Stimmritze in Atemstellung (siehe Abbildung) befindet und zwischen dem Saum der Zunge und dem Alveolenrand eine Enge gebildet wird. Um einen Laut zu produzieren, ist es also nicht unbedingt notwendig, dass die Stimmlippen in Phonationsstellung (Stimmstellung, siehe Abbildung „B“) gehen. Es entsteht also auch bei Atmungsstellung ein stimmloser Konsonant. Bei der isolierten Artikulation eines „weichen“ s wie in Sonne, befindet sich die Stimmritze dagegen in Phonationsstellung (siehe Abbildung). Bei dieser sehr engen Annäherung der Stimmlippen entstehen Kräfte, die den Luftstrom in eine Folge periodischer Schwingungen versetzt (Bernoulli-Effekt). Es entsteht ein stimmhafter Konsonant, der Laut wird in diesem Beispiel durch Engebildung zwischen Zungensaum und Alveolenrand erzeugt: das stimmhafte (weiche) s.
Prinzipiell unterscheidet man in der Phonetik zwischen dem Artikulationsorgan, dem Artikulationsort (Artikulationsstelle) und schließlich der Artikulationsart.

1. exolabial 2. endolabial 3. dental 4. alveolar 5. postalveolar 6. prepalatal 7. palatal 8. velar 9. uvular 10. pharyngal 11. glottal 12. epiglottal 13. radikal 14. posterodorsal 15. anterodorsal 16. laminal 17. apikal 18. sublaminal

| Bezeichnung  | Artikulationsorgan            | Artikulationsort                    | Beispiel    |
| ------------ | ----------------------------- | ----------------------------------- | ----------- |
| bilabial     | Unterlippe (Labium inferius)  | Oberlippe (Labium superius)         | [⁠p⁠] [⁠b⁠] [⁠m⁠] |
| labiodental  | Unterlippe                    | obere Schneidezähne                 | [⁠f⁠] [⁠v⁠]     |
| dental       | Zungenblatt                   | obere Schneidezähne                 | [⁠d̪⁠]         |
| alveolar     | Zungenspitze (Apex linguae)   | Zahndamm (Alveolus dentalis)        | [⁠d⁠]         |
| postalveolar | Zungenblatt                   | harter Gaumen (Palatum durum)       | [⁠ʃ⁠] [⁠ʒ⁠]     |
| retroflex    | Zungenspitze                  | harter Gaumen                       | [⁠ɻ⁠]         |
| palatal      | Zungenrücken (Dorsum linguae) | harter Gaumen                       | [⁠ç⁠]         |
| velar        | Zungenrücken                  | weicher Gaumen, Gaumensegel (Velum) | [⁠k⁠] [⁠ɡ⁠]     |
| uvular       | Zungenrücken                  | Gaumenzäpfchen (Uvula)              | [⁠ʀ⁠]         |
| pharyngal    | Zungenwurzel (Radix linguae)  | Rachenwand (Pharynx)                | [⁠ħ⁠]         |
| glottal      | Stimmlippen                   | Stimmritze (Glottis)                | [⁠h⁠]         |

#### Artikulationsorgan
Das Artikulationsorgan ist der aktive Teil der Artikulation, der sich auf die Artikulationsstellen (den Artikulationsort) hinzubewegt oder ihn berührt:
- Unterlippe
- Zunge
  - Apex (Zungenspitze)
  - Korona (Zungensaum)
  - Dorsum (Zungenrücken)
  - Radix (Zungenwurzel)
- Stimmbänder

#### Artikulationsort
Der Artikulationsort ist der relativ unbewegliche Teil des Ansatzrohrs und Ziel des Artikulators. Die Laute benennt man entsprechend:
- Oberlippe
- obere Schneidezähne
- Zahndamm
- halbwegs zwischen Zahndamm und hartem Gaumen
- harter Gaumen
- weicher Gaumen/Gaumensegel
- Gaumenzäpfchen
- Rachen
- Stimmlippen

#### Artikulationsart
Die Artikulationsart ist schließlich die Art und Weise, wie sich der Kontakt zwischen Artikulator und Artikulationsort darstellt und wie der Luftstrom nach außen geleitet wird. Zum Beispiel können die Artikulationsorgane eine Verengung bilden, die zu unterschiedlich starkem Rauschen führen kann, wie bei [v] in „Wein“ oder stärker bei [f] in „fein“. Der Luftstrom kann auch kurzfristig blockiert werden (Obstruktion) bei [b] wie in „Bein“. Die Phonationsluft kann aber auch, ohne dass sie ein Hindernis überwinden muss, durch das Ansatzrohr fließen, wie das bei Vokalen und den Halbvokalen, einer Untergruppe der Approximanten, der Fall ist. Bei nasalen Konsonanten bleibt eine Obstruktion im Mundraum die ganze Zeit erhalten, während das Velum sich so stellt, dass es dem Luftstrom den Weg durch die Nasenhöhle freigibt. (Siehe die nebenstehende Grafik: Das Velum ist die weiche Struktur, die sich von Position „8“ bis „9“ erstreckt. Der Verschlussort „uvular“ (Nr. 9) ist somit der am weitesten hinten liegende Verschluss, für den es einen Nasallaut geben kann, d. h. vor dem der Luftstrom durch die Nase abgeleitet werden kann).
Vokale, Halbvokale und stimmhafte Konsonanten sind Klänge, die wir als Sprechlaute wahrnehmen. Lösung eines Verschlusses, Engebildung oder ungehindertes Ausströmen der Atmungsluft sind die drei einzigen Überwindungsmodi.

Wird ein Laut zugleich an unterschiedlichen Artikulationsorten erzeugt, so spricht man von komplexer oder zusammengesetzter Artikulation. Es werden bei diesen unterschieden:
- die relativ seltene Doppelartikulation mit zwei oder mehr Artikulationsorten, aber gleicher Artikulationsart, und
- die häufiger auftretende Sekundärartikulation, also eine von der Hauptartikulationsart abweichenden Artikulationsart.

Als Sekundärartikulation können auftreten:
- Palatalisierung
- Velarisierung
- Pharyngalisierung
- Glottalisierung
- Labialisierung

### Darstellung und Beschreibung von Sprachlauten
Laute lassen sich durch Angabe der artikulierenden Organe und die Art, wie der Luftstrom beeinflusst wird, beschreiben. Mit Hilfe einer Lautschrift wie dem Internationalen Phonetischen Alphabet kann man die Sprachlaute der menschlichen Sprachen der Welt darstellen.